# Championnat d'Espagne de hockey sur glace 2009-2010
Saison précédente Saison suivante
La saison 2009-2010 est la 36e saison du championnat d'Espagne de hockey sur glace.

## Première division
Cinq équipes sont inscrites cette année dans le championnat de première division de d'Espagne, la primera división ; dix journées sont ainsi mises en place au niveau du calendrier et pour chaque journée, une équipe est exemptée de matchs. La saison débute le 24 septembre 2009 par une rencontre entre le Majadahonda HC et le CH Jaca ; la première journée se continue la semaine d'après par un match entre le FC Barcelone sur la patinoire du CG Puigcerdà. Le club basque CH Txuri Urdin est exempté de match pour cette première journée.
Les matchs de la saison se jouent sur trois périodes de vingt minutes pour un total de soixante minutes ; si les deux équipes sont à égalité à l'issue du temps réglementaire, une période de prolongation est mise en place pour briser l'égalité. La situation ne se présente qu'une fois au cours de la saison lors d'une rencontre entre Txuri Urdin et Puigcerdà en novembre 2009 avec la victoire de ces derniers après deux minutes de prolongation. Chaque victoire rapporte trois points alors qu'une défaite ne rapporte pas de point. En cas de prolongation, le vainqueur compte deux points de plus alors que le vaincu récolte un point.
À l'issue de la saison régulière, à la suite de la dernière journée le 30 janvier, l'équipe de Majadahonda est classée à la dernière place du classement sans avoir remporté une seule victoire. Les joueurs de l'équipe sont tous des joueurs amateurs qui doivent même payer une licence de 250 euros afin que leur club puisse participer au championnat. CG Puigcerdá fait quasiment carton plein en remportant tous les matchs dont un en prolongation ; ils finissent en tête du classement avec vingt-trois points sur vingt-quatre possibles.
Après cette première phase, les quatre premières équipes du classement se retrouvent pour une phase de playoffs se jouant au meilleur des cinq matchs. Majadahonda est éliminée de la course tandis que Puigcerdà affronte Barcelone en ayant l'avantage de la glace – c'est-à-dire en commençant par jouer deux matchs à domicile. L'autre demi-finale oppose Jaca à Txuri Urdin respectivement deuxième et troisième du classement général. La logique est respectée puisque les deux meilleurs clubs de la saison régulière se retrouvent en finale du championnat les 27 et 28 février puis les 6 et 7 mars 2010. En finale, Puigcerdà remporte le premier match mais perd les trois suivants et le CH Jaca sous la direction de Bill Wilkinson remporte son neuvième titre de champion d'Espagne.

### Saison régulière

#### Résultat match après match
| Journée | Date       | Équipe domicile | Score | Équipe visiteuse | Détail par période    | FDM      |
| ------- | ---------- | --------------- | ----- | ---------------- | --------------------- | -------- |
| 1       | 24/10/2009 | Jaca            | 9-3   | Majadahonda      | 4-1 ; 3-1 ; 2-1       | [ A 1 ]  |
| 1       | 31/10/2009 | Puigcerdà       | 7-5   | Barcelone        | 3-1 ; 2-2             | [ A 2 ]  |
| 2       | 14/11/2009 | Barcelone       | 3-8   | Txuri Urdin      | 1-3 ; 1-2 ; 1-3       | [ A 3 ]  |
| 2       | 14/11/2009 | Puigcerdà       | 16-1  | Majadahonda      | 7-1 ; 6-0 ; 3-0       | [ A 4 ]  |
| 3       | 21/11/2009 | Txuri Urdin     | 9-10  | Puigcerdà        | 3-3 ; 2-5 ; 4-1 ; 0-1 | [ A 5 ]  |
| 3       | 21/11/2009 | Jaca            | 13-2  | Barcelone        | 5-1 ; 5-0 ; 3-1       | [ A 6 ]  |
| 4       | 28/11/2009 | Puigcerdà       | 7-3   | Jaca             | 3-2 ; 2-0 ; 2-1       | [ A 7 ]  |
| 4       | 28/11/2009 | Majadahonda     | 4-    | Txuri Urdin      | 1-2 ; 1-3 ; 2-2       | [ A 8 ]  |
| 5       | 05/12/2009 | Jaca            | 7-4   | Txuri Urdin      | 3-1 ; 2-2 ; 2-1       | [ A 9 ]  |
| 5       | 05/12/2009 | Majadahonda     | 1-7   | Barcelone        | 0-4 ; 1-1 ; 0-2       | [ A 10 ] |
| 6       | 07/12/2009 | Barcelone       | 5-9   | Puigcerdà        | 2-3 ; 1-4 ; 2-2       | [ A 11 ] |
| 6       | 07/12/2009 | Majadahonda     | 3-11  | Jaca             | 1-6 ; 1-2 ; 1-3       | [ A 12 ] |
| 7       | 09/01/2010 | Txuri Urdin     | 1-2   | Barcelone        | 1-0 ; 0-1             | [ A 13 ] |
| 7       | 09/01/2010 | Majadahonda     | 6-11  | Puigcerdà        | 1-3 ; 1-4 ; 4-4       | [ A 14 ] |
| 8       | 16/01/2010 | Puigcerdà       | 7-4   | Txuri Urdin      | 2-1 ; 2-2 ; 3-1       | [ A 15 ] |
| 8       | 16/01/2010 | Barcelone       | 4-9   | Jaca             | 4-4 ; 0-0 ; 0-5       | [ A 16 ] |
| 9       | 23/01/2010 | Jaca            | 3-6   | Puigcerdà        | 1-1 ; 2-1 ; 0-4       | [ A 17 ] |
| 9       | 23/01/2010 | Txuri Urdin     | 15-2  | Majadahonda      | 6-0 ; 5-1 ; 4-1       | [ A 18 ] |
| 10      | 30/01/2010 | Txuri Urdin     | 4-8   | Jaca             | 1-2 ; 1-3 ; 2-3       | [ A 19 ] |
| 10      | 30/01/2010 | Barcelone       | 6-2   | Majadahonda      | 1-1 ; 2-0 ; 3-1       | [ A 20 ] |

#### Classement
Pour les significations des abréviations, voir statistiques du hockey sur glace.

| Équipe         | PJ | V | D | VP | DP | BP | BC | Pts |
| -------------- | -- | - | - | -- | -- | -- | -- | --- |
| CG Puigcerdá   | 8  | 7 | 0 | 1  | 0  | 73 | 36 | 23  |
| CH Jaca        | 8  | 6 | 2 | 0  | 0  | 63 | 33 | 18  |
| CH Txuri Urdin | 8  | 3 | 4 | 0  | 1  | 52 | 43 | 10  |
| FC Barcelone   | 8  | 3 | 5 | 0  | 0  | 34 | 50 | 9   |
| Majadahonda HC | 8  | 0 | 8 | 0  | 0  | 22 | 82 | 0   |

#### Meilleurs pointeurs
| Rang | Joueur              | Équipe      | B  | A  | Pts |
| ---- | ------------------- | ----------- | -- | -- | --- |
| 1    | Ivan Gracia         | Jaca        | 25 | 32 | 57  |
| 2    | Jeff Clarke         | Jaca        | 32 | 23 | 55  |
| 3    | Marc-André Tourigny | Jaca        | 25 | 26 | 51  |
| 4    | Peter Filip         | Puigcerdà   | 12 | 30 | 42  |
| 5    | Tomáš Pokrivčák     | Puigcerdà   | 17 | 20 | 37  |
| 6    | Peter Kotlárik      | Puigcerdà   | 16 | 20 | 36  |
| 7    | Pablo Muñoz         | Puigcerdà   | 24 | 8  | 32  |
| 8    | Danylo Didkovsky    | Barcelone   | 17 | 26 | 43  |
| 9    | Salvador Bernola    | Puigcerdà   | 13 | 13 | 26  |
| 10   | Juan Bravo          | Txuri Urdin | 14 | 12 | 26  |

### Playoffs

#### Arbre de qualification
Les chiffres affichés indiquent le nombre de victoires, ou de défaites, de chaque équipe.
|  | Demi-finales | Demi-finales |           |   | Finale | Finale |
|  | Demi-finales | Demi-finales |           |   | Finale | Finale |
|  |              |              |           |   |        |        |
|  |              |              |           |   |        |        |
|  |              |              |           |   |        |        |
|  | Puigcerdà    | 3            |           |   |        |        |
|  | Puigcerdà    | 3            |           |   |        |        |
|  | Barcelone    | 1            |           |   |        |        |
|  | Barcelone    | 1            | Puigcerdà | 1 |        |        |
|  |              |              | Puigcerdà | 1 |        |        |
|  |              | Jaca         | 3         |   |        |        |
|  | Jaca         | Jaca         | 3         | 3 |        |        |
|  | Jaca         |              |           | 3 |        |        |
|  | Txuri Urdin  | 0            |           |   |        |        |
|  | Txuri Urdin  | 0            |           |   |        |        |

#### Demi-finales
| Date       | Équipe domicile | Score | Équipe visiteuse | Détail par période | FDM      |
| ---------- | --------------- | ----- | ---------------- | ------------------ | -------- |
| 06/02/2010 | Puigcerdà       | 3-5   | Barcelone        | 1-1 ; 1-2          | [ A 21 ] |
| 06/02/2010 | Jaca            | 6-3   | Txuri Urdin      | 1-0 ; 3-1 ; 2-1    | [ A 22 ] |
| 07/02/2010 | Puigcerdà       | 10-7  | Barcelone        | 3-2 ; 4-3 ; 3-2    | [ A 23 ] |
| 07/02/2010 | Jaca            | 8-1   | Txuri Urdin      | 3-0 ; 2-0 ; 3-1    | [ A 24 ] |
| 13/02/2010 | Barcelone       | 5-8   | Puigcerdà        | 3-1 ; 2-4 ; 0-3    | [ A 25 ] |
| 13/02/2010 | Txuri Urdin     | 3-7   | Jaca             | 1-2 ; 1-3 ; 1-2    | [ A 26 ] |
| 14/02/2010 | Barcelone       | 2-5   | Puigcerdà        | 0-1 ; 1-1 ; 1-3    | [ A 27 ] |

#### Finale
| Date       | Équipe domicile | Score | Équipe visiteuse | Détail par période | FDM      |
| ---------- | --------------- | ----- | ---------------- | ------------------ | -------- |
| 27/02/2010 | Puigcerdà       | 5-2   | Jaca             | 1-1 ; 3-1 ; 1-0    | [ A 28 ] |
| 28/02/2010 | Puigcerdà       | 3-4   | Jaca             | 2-0 ; 0-3 ; 1-1    | [ A 29 ] |
| 06/03/2010 | Jaca            | 8-2   | Puigcerdà        | 1-0 ; 3-1 ; 4-1    | [ A 30 ] |
| 07/03/2010 | Jaca            | 10-3  | Puigcerdà        | 3-1 ; 5-0 ; 2-2    | [ A 31 ] |

## Deuxième division
| Équipe                  | PJ | V | D | VP | DP | BP | BC | Pts |
| ----------------------- | -- | - | - | -- | -- | -- | -- | --- |
| Milenio Logroño Turismo | 8  | 7 | 1 | 0  | 0  | 95 | 37 | 21  |
| Majadahonda HC II       | 7  | 4 | 3 | 0  | 0  | 54 | 38 | 12  |
| Stick Cansat Puigcerdà  | 7  | 0 | 7 | 0  | 25 | 99 | 43 | 0   |